# Violanta
Violanta es una ópera en tres actos con música de Erich Wolfgang Korngold y libreto en alemán de Hans Müller-Einigen. Es la segunda ópera de Korngold, que compuso cuando tenía sólo diecisiete años de edad. Se estrenó el 28 de marzo de 1916 en el Teatro Nacional de Múnich.

## Historia
Se estrenó el 28 de marzo de 1916 en el Teatro Nacional de Múnich junto con la otra ópera en un acto del compositor El anillo de Polícrates, Op. 7, con Bruno Walter dirigiendo. El estreno estadounidense tuvo lugar el 5 de noviembre de 1927 en la Metropolitan Opera de Nueva York con Maria Jeritza como Violanta, Walter Kirchhoff como Alfonso, Clarence Whitehill como Simone, Angelo Badà como Giovanni y Artur Bodanzky dirigiendo.
En la temporada 2010 se estrenó en el Teatro Colón de Buenos Aires dirigida por Stefan lano y en 2020 en el Teatro Regio de Turín.

## Personajes
| Personaje                                                   | Tesitura     | Reparto del estreno, 28 de marzo de 1916 (Director: – Bruno Walter) |
| ----------------------------------------------------------- | ------------ | ------------------------------------------------------------------- |
| Simone Trovai, comandante militar de la República Veneciana | barítono     | Friedrich Brodersen                                                 |
| Violanta, su esposa                                         | soprano      | Emmy Krüger                                                         |
| Alfonso, hijo ilegítimo del rey de Nápoles                  | tenor        | Franz Gruber                                                        |
| Giovanni Bracca, un pintor                                  | tenor        | Alfred Bauberger                                                    |
| Bice                                                        | soprano      | Irene von Fladung                                                   |
| Barbara, aya de Violanta                                    | contralto    | Luise Willer                                                        |
| Mateo                                                       | tenor        | Paul Kuhn                                                           |
| Primer soldado                                              | tenor        |                                                                     |
| Segundo soldado                                             | barítono     |                                                                     |
| Primera doncella                                            | soprano      |                                                                     |
| Segunda doncella                                            | mezzosoprano |                                                                     |

## Argumento
La ópera está ambientada en la Venecia del siglo XV, en la casa de Simone Trovai, comandante militar de la República Veneciana.

## Grabaciones
- En 2009 Sony Classical volvió a lanzar[4] una grabación de 1980[5] con Marek Janowski dirigiendo a la Orquesta de la Radiodifusión de Múnich y Walter Berry, Eva Marton y Siegfried Jerusalem en los papeles principales.